# Habib Hassine
Habib Hassine est un judoka tunisien.

## Carrière
Habib Hassine est médaillé de bronze dans la catégorie des moins de 86 kg aux Jeux de la Francophonie de 1989 à Casablanca,. Dans cette même catégorie, il remporte la médaille d'argent aux Jeux africains de 1991 au Caire et la médaille d'or aux championnats d'Afrique 1993 dans la même ville.
Aux Jeux panarabes de 1997 à Beyrouth, il est médaillé de bronze dans la catégorie des moins de 95 kg.